# Готика у Италији, Шпанији и Португалу
Током 9. и 11. века врши се урбанизација и стварају се градови и насеља у Европи. Уметност из манастира прелази у градове. Млади занатлијски сталеж иде за тим да уметност доведе у реалне оквире.
Италија са положајем Апенинског полуострва у средишту Медитерана омогућио је да већ у праисторијско доба постане истакнути посредник у ширењу медитеранске цивилизације. Од Отона она улази у интерну сферу немачких царева. Градови- комуне као што су Венеција, Пиза, Фиренца, Ђенова, стварају својим богатством и политичку моћ. Разгранато је трговање са иностранством и утиру се путеви према препороду.
У поређењу са романиком у севернијим крајевима градитељство у Италији је знатно конзервативније и никада се нису појавиле високе грађевине а о бројним мозаицима и римским фрескама знамо само из сведочанства писаних извора.
Готика је упркос оправданој тврдњи да је остала туђа италијанском схватању дала вредне споменике културе и ако она даје предност градитељству са умереним висинама простора. У 13. веку манира на грчки начин тесно је повезана са Византом. Појевљују се три велика мајстора, Пиеро Кавалини, Дучо ди Буонинсења и Чимабуе од којих је Чимабуе најзначајнији већ и по томе што је био Ђотов учитељ а посебно у стваралаштву и истраживачком раду. Кавалини је познат по мозаицима. Ново раздобље које се манифестује развојем грађанског сталежа почиње у сликарству да заостаје за архитектуром па и скулптуром и тек појавом Ђота и његовом реформом у сликарству које је схему заменила јасним призорима који су смештени у пејзаж или архитектуру- значи у један стварни сликарски простор који је постављен на перспективи и њеним правилима и афирмише технику ал фреско за разлику од дотадашњег ал сећо и ако се апстрахира појава Ђота није ни Сијена мањега значаја од Фиренце, Дуча следи Симоне Мартини и велику еру сиенског сликарства завршавају браћа Лоренцети, Пиеро и Амбросио. Као што Фиренца у 14. веку доминира појавом великог сликара а Сиена средином столећа својим економским и културним значењем за крај столеће и за развој готског интернатионалног стила заначајна је северна Италија, и рафинирани натуралистички готички стил кога заступа Умбријац Ђентиле да Фабријано чувен по својим “поклоњењу краљева” и Антонио Писанело који ради фреске и вредне портрете у профилу.
Још увек је велики број уметника више или мање повезан са црквом и религијом али поред сакралних тема јављају се и профане теме у уметности и сликарству и мотиви ове природе постају све чешћи. Процес издвајања уметника из анонимног колектива све више се креће у правцима афирмације индивидуалитета уметника.
Шпанија и Португал живо учествују у развоју уметности у доба готике и инспиришу се уметношћу у Француској и налазе се под утицајима ове земље. Настају велике катедрале у Толеду и Леону а традиција сликарства Шпаније и Португала приказује се у делима анонимних сликара фресака и слика на дрвету на које подстицаји долазе из Италије.
Уметност се све више хуманизује. Тема се мења. Била је везана за религију и за мистичне списе и имала је задатак да вернике држи у покорности а мотив страшнога суда често се понавља и сусреће. У готици се тема страшног суда такође јавља али су распрострањене и друге и оптимистичкије теме. Јављају се теме које у себи носе и поетичније квалитете. Богородица постаје насмешена и све више кокетна. То су теме које оплемањују уметност. У доба готике уметност се подједнако развијала и као скулптура и као сликарство